# Silvia Cano
Silvia Cano Castillo (México, 1975) es una productora de televisión mexicana conocida por su asociación en Grupo Televisa, dentro de su división de entretenimiento y contenidos, TelevisaUnivision.

## Biografía
Silvia Cano inició su trayectoria a mediados de los años 1990 en Grupo Televisa, a principios de 1995 fue la Asistente de producción de Florinda Meza durante la realización de La dueña. De nueva cuenta, a finales de 1996, Cano volvió a trabajar con Meza en la telenovela Alguna vez tendremos alas, ahora como Gerente de producción. Meses después, Cano volvería a ser Gerente de producción dentro del equipo de Angelli Nesma Medina, en las telenovelas Sin ti (1997–98), Camila (1998–99) y Por tu amor (1999).
A inicios del 2000, Silvia Cano se incorporó al equipo de producción de la dupla de los productores Roberto Gómez Fernández y Giselle González, siendo Locura de amor (2000) su primera telenovela con el cargo de Coordinadora de producción. Después de Locura de amor, Cano volvió a trabajar con la dupla Gómez Fernández-González en las producciones El juego de la vida (2001–02), CLAP, el lugar de tus sueños (2003-04) y Alma de hierro (2008-09).
Después de un tiempo de descanso, Silvia Cano vuelve a trabajar con Roberto Gómez Fernández a finales de 2013 —tras independizar su equipo de producción con Giselle González—, ahora como Productora asociada en la telenovela El color de la pasión (2014), y después le siguieron otras producciones como mano derecha de Gómez Fernández, como El hotel de los secretos (2016) y La jefa del campeón (2018). Entre la segunda mitad de 2016 hasta 2017, mientras Roberto Gómez Fernández fue asignado temporalmente junto con José Alberto Castro como los encargados del área de contenidos y ficción de Grupo Televisa, Silvia Cano tuvo su oportunidad de debutar como Productora ejecutiva, a través de la serie de televisión Sin rastro de ti (2016), protagonizada por Adriana Louvier. Después de la salida de Gómez Fernández de Grupo Televisa a finales de 2018, Silvia Cano fue integrada por Rosy Ocampo a su equipo de producción en 2019, de nueva cuenta como Productora asociada en las primeras tres entregas de la franquicia Vencer, entre ellas, Vencer el miedo (2020), Vencer el desamor (2020–21) y Vencer el pasado (2021).
En octubre de 2022, tras haber trabajado con Rosy Ocampo como su mano derecha, Silvia Cano volvería a trabajar por segunda vez como Productora ejecutiva en solitario, teniendo asignada la producción de la telenovela Eternamente amándonos (2023), versión mexicana de la serie de televisión turca İstanbullu Gelin (2017–19).

## Filmografía
| Año       | Título                       | Cargo                      | Notas                              |
| --------- | ---------------------------- | -------------------------- | ---------------------------------- |
| 1995      | La dueña                     | Asistente de producción    | Telenovela; 95 episodios.          |
| 1997      | Alguna vez tendremos alas    | Gerente de producción      | Telenovela; 130 episodios.         |
| 1997–1998 | Sin ti                       | Gerente de producción      | Telenovela; 77 episodios.          |
| 1998–1999 | Camila                       | Gerente de producción      | Telenovela; 90 episodios.          |
| 1999      | Por tu amor                  | Gerente de producción      | Telenovela; 90 episodios.          |
| 2000      | Locura de amor               | Coordinadora de producción | Telenovela; 115 episodios.         |
| 2001–2002 | El juego de la vida          | Coordinadora de producción | Telenovela; 165 episodios.         |
| 2003–2004 | CLAP, el lugar de tus sueños | Coordinadora de producción | Telenovela; 95 episodios.          |
| 2008–2009 | Alma de hierro               | Coordinadora de producción | Telenovela; 393 episodios.         |
| 2014      | El color de la pasión        | Productora asociada        | Telenovela; 122 episodios.         |
| 2016      | El hotel de los secretos     | Productora asociada        | Telenovela; 80 episodios.          |
| 2016      | Sin rastro de ti             | Productora ejecutiva       | Serie de televisión; 16 episodios. |
| 2018      | La jefa del campeón          | Productora asociada        | Telenovela; 63 episodios.          |
| 2020      | Vencer el miedo              | Productora asociada        | Telenovela; 47 episodios.          |
| 2020–2021 | Vencer el desamor            | Productora asociada        | Telenovela; 93 episodios.          |
| 2021      | Vencer el pasado             | Productora asociada        | Telenovela; 85 episodios.          |
| 2023      | Eternamente amándonos        | Productora ejecutiva       | Telenovela; 120 episodios.         |
| 2025      | Regalo de amor               | Productora ejecutiva       | Telenovela; 100 episodios.         |

## Premios y nominaciones

### Premios TVyNovelas
| Año  | Categoría        | Producción       | Resultado | Ref.          |
| ---- | ---------------- | ---------------- | --------- | ------------- |
| 2016 | Mejor telenovela | Sin rastro de ti | Nominada  | [ 14 ] [ 15 ] |